# Bazilika Jezusovega rojstva, Betlehem
Bazilika Jezusovega rojstva je krščanska bazilika v Betlehemu.
Zgrajena na kraju, kjer se je po izročilu rodil Jezus Kristus. 

## Zgodovina
Da bi zabrisal izročilo in preprečil romanja kristjanov, je rimski cesar Hadrijan dal leta 135 na tem mestu zgraditi poganski hram boga Adonisa. Bizantinska cesarja Konstantin Veliki in Justinijan I. sta leta 326 na tem kraju dala postaviti baziliko Kristusovega rojstva. Cerkev je bila dokončana in posvečena leta 339.